# Juan Villalonga y Escalada
Juan Villalonga y Escalada   (Palma, 14 de gener de 1794 - Madrid, 20 de març de 1880), primer marquès del Maestrazgo, fou un militar mallorquí del segle xix, tres cops capità general de València durant el regnat d'Isabel II d'Espanya.
En 1808 va ingressar al Regiment d'Infanteria de Mallorca. En 1811 va ascendir a subtinent i anà al País Valencià i a Catalunya per lluitar en la guerra del francès. Va combatre a Castalla, Ibi, Cocentaina i Alcoi. En 1812 va ascendir a tinent i en 1815 a capità. Ingressà a les guàrdies valones i a la fi del trienni liberal hagué d'exiliar-se a França. Va tornar el 1828, però en 1832 hagué de marxar un altre cop. En 1833 fou ascendit a capità de la Guàrdia Reial i va combatre al País Basc durant la primera guerra carlina. Per les seves accions en 1834 va rebre la Creu Llorejada de Sant Ferran. En 1838 va ascendir a coronel i fou destinat a Catalunya, on fou novament condecorat. En 1840 va ascendir a brigadier i en 1843 a mariscal de camp.
En 1844 va combatre els guerrillers carlins del Maestrat i organitzà les fortificacions de Ceuta. Fou nomenat capità general de Burgos després del pronunciament de Martín Zurbano. En 1846 fou destinat a Galícia a combatre el pronunciament de Miguel Solís Cuetos, després de la qual fou ascendit a tinent general. Després d'una breu estada a Navarra, en 1848 fou nomenat Capità general de València, càrrec que va ocupar fins 1851. Allí va combatre les partides carlines de Forcadell i Arnau i des de Tortosa va impedir els moviments de Ramon Cabrera per creuar l'Ebre. Per aquest motiu la reina el va nomenar marquès del Maestrazgo.
Fou novament Capità general de València en 1854-1856 i 1864-1865. En 1859 fou nomenat Capità general d'Andalusia i el 1863 director general dels Cossos d'Estat Major de l'Exèrcit i de Places. En 1858 també fou nomenat senador vitalici.